# بخش ریپلی (شهرستان هورون، اوهایو)
بخش ریپلی (به انگلیسی: Ripley Township) یک منطقهٔ مسکونی در ایالات متحده آمریکا است که در شهرستان هیورن، اوهایو واقع شده‌است.
 بخش ریپلی ۶۶٫۴۵ کیلومتر مربع مساحت و ۱٬۰۲۴ نفر جمعیت دارد و ۳۲۱ متر بالاتر از سطح دریا واقع شده‌است.